# Bakancstánc
A Bakancstánc (eredeti címe: Bootmen) 2000-es ausztrál-amerikai kooprodukcióban készült romantikus vígjáték, amelyet Dein Perry rendezett. A főbb szerepekben Adam Garcia, Sophie Lee és Sam Worthington. Az ausztrál premier 2000. október 5-én volt, az Egyesült Államokban pedig egy nappal később tűzték a programra. Magyarországon 2004. szeptember 26-án mutatták be a Boomerang Ausztráliai Filmfesztiválon.

## Cselekmény
Sean és Mitchell testvérek, akik az ausztrál acélvárosban, Newcastle-ben nőttek fel. Az apa kemény szénbányász, anyjuk pedig nincs. Mitchell kisstílű bűnöző, míg Sean arról álmodik apra rosszallása ellenére, hogy profi táncos lesz. Sean egy táncórán megismerkedik a helyi fodrászlánnyal, Lindával, és beleszeret. A dolgok ígéretesnek tűnnek közöttük, de Sean a karriert választja. Mitchell szerelmet vall a lánynak, aki azt hiszi, hogy Sean elment, és egyéjszakás kalandba keverednek.
Ezalatt Sean táncosszerepet kap egy show-ban, amíg a műsor sztárjának a barátnője flörtölni nem kezd vele. A sztár megnehezíti Sean dolgát, amíg Sean táncpárbajra hívja, amit meg is nyer. A párbaj után a két férfi szóváltásba keveredik, aminek végén Sean megüti a sztárt, és elbocsátják. 
Sean visszatér Newcastle-be, és megpróbálja ott folytatni, ahol Lindával abbahagyta, csakhogy megtudja, hogy a lány terhes Mitchell gyermekével. Megszakítja a kapcsolatot mindkettejükkel, és saját tánccsoportot alapít. Mikor az apja vállalatának pénzre van szüksége, Sean eldönti, hogy jótékonysági előadást szervez.
Mitchell bajba kerül a helyi gengszterekkel, és a motorján megszökik. Később egy raktárépületben elkapják, és a halálba zuhan. Sean, akit nyomaszt a bátyja halála, a kilépésen gondolkodik, amíg meg nem talál egy szerszámot, amelyet Mitchell tervezett, és amely megoldja a műsor technikai problémáját. Rájön, hogy a bátyja hisz benne, Sean elhatározza, hogy tiszteleg az emléke előtt. 
A műsor nagy sikerére Sean apja is elfogadja, hogy a fia táncos. Sean megvalósítja álmát, hogy elismert táncos legyen, kibékül Lindával, és megígéri, hogy segít gondoskodni bátyja gyermekéről.

## Szereplők
| Szerep         | Színész            | Magyar hangja   |
| -------------- | ------------------ | --------------- |
| Sean Okden     | Adam Garcia        | Markovics Tamás |
| Linda          | Sophie Lee         | Ruttkay Laura   |
| Mitchell Okden | Sam Worthington    | Simonyi Balázs  |
| Gary Okden     | Richard Carter     | n.a             |
| Colin          | Andrew Kaluski     | n.a             |
| Angus          | Christopher Horsey | n.a             |
| Derrick        | Lee McDonald       | n.a             |
| Johnno         | Matt Lee           | n.a             |
| Walter         | William Zappa      | n.a             |
| Sara           | Susie Porter       | n.a             |

## Fogadtatás

### Kritikai visszhang
A filmet vegyes kritika érte. A Rotten Tomatoeson 39%-os minősítést ért el 18 értékelés alapján. Roger Ebert azt írta: „A filmet Dein Perry rendező saját előadásából adaptálta, amelyből talán jobban tette volna, ha koncertfilmet készít.”
A MetaCritic 45 pontot adott a 100-ból 14 vélemény alapján. Kevin Thomas a Los Angeles Timestól azt írta: „A Bakancstánc, amely igazi szívbemarkolónak bizonyul, valójában minden szempontból teljes értékű.” John Petrakis a Chicago Tribune-tól azt írta: „Amit a film szórakozásban nyer, azt hitelességben elveszíti, mivel maga a produkció inkább hasonlít egy drága Las Vegas-i extravaganciára, mint egy gyorsan megszervezett jótékonysági eseményre.” Lou Lumenick a New York Posttól azt írta: „80 percig tart a nyálas, túljátszott melodráma - megspékelve indokolatlan erőszakkal és káromkodással -, mielőtt egy táncos szám legrövidebb részleténél többre jutnánk.”

### Bevétel adatai
A Box Office Mojo egyedül az amerikai bevételeket tünteti fel, amely 31.000 dollár volt. A költségvetésről nincs elérhető információ.